# Oenanthe rigido-striata
Oenanthe rigido-striata är en flockblommig växtart som beskrevs av Ernst Gottlieb von Steudel. Oenanthe rigido-striata ingår i släktet stäkror, och familjen flockblommiga växter. Inga underarter finns listade i Catalogue of Life.